# Icapuí
Icapuí är en kommun i Brasilien.   Den ligger i delstaten Ceará, i den östra delen av landet, 1 700 km nordost om huvudstaden Brasília. Antalet invånare är 18 393.
Omgivningarna runt Icapuí är huvudsakligen savann. Runt Icapuí är det ganska glesbefolkat, med 47 invånare per kvadratkilometer.